# New Super Mario Bros. Wii
New Super Mario Bros. Wii és un videojoc de la saga Super Mario, creat per Nintendo que està disponible per a Wii. La data del seu llançament oficial fou el 12 de novembre de 2009 a Austràlia, el 15 de novembre a Nord-amèrica, el 20 de novembre a Europa i el 3 de desembre al Japó.
En l'E3 del 2011 s'anuncià una demo per a la Wii U: New Super Mario Bros. Mii, i amb l'aparició de New Super Mario Bros. U ja es va revelar que únicament era una demo tècnica per ensenyar les capacitats de la consola.
Aquest és un joc de plataformes 2D, que combina l'acció dels jocs clàssics de plataforma amb el poder de la Wii. Aquest, a més, està adaptat per a que hi jugin fins a 4 jugadors durant tota la història.

## Joc
Segons el tràiler del joc, en Mario i els seus companys tindran nous poders (helicòpter, pingüí, flor de gel). La gran novetat és que ara, poden jugar fins a quatre jugadors en mode cooperatiu o competitiu. Els personatges que es podran triar són en Mario, Luigi i dos Toads (un de blau i l'altre groc).
Entre altres novetats, està la reaparició dels Koopalings (els altres 7 fills d'en Bowser, que varen protagonitzar jocs com Super Mario Bros. 3 o Super Mario World) des de la seva darrera aparició al videojoc Mario & Luigi: Superstar Saga (Gameboy Advance, 2004). A més, és el primer cop que en Bowsy apareix juntament amb els seus germans.
El joc consta de 8 mons, d'aquesta manera a cadascun apareix un dels 8 fills de Bowser.
Aquest videojoc també es caracteritza per tenir diverses sortides secretes, canons que t'ajuden a moure't més ràpid per diferents mons, durant el joc també pots anar salvant toads que te poden donar alguns potenciadors(xampinyons, estrelles…).

## Argument
La història s'inicia quan, com sempre, celebren l'aniversari de la princesa Peach i apareix un estrany pastís a la porta del seu castell. Quan la princesa arriba, del seu interior apareixen en Bowsy i els seus germans(Koopalings) i segresten a la princesa del Regne Xampinyó. Al rescat hi van en Mario, en Luigi i els dos Toad anomenats anteriorment, el blau i el groc. Aquests Toads envien, amb canons, diversos potenciadors nous, que apareixen en aquest videojoc, com per exemple el pingüí i l'helicòpter. Per salvar a la princesa, hauran de vèncer a tots els Koopalings que es trobaran als 8 mons dels que consta el joc, a més, al darrer mon ens enfrontarem a Kamek al primer castell(mag que ajuda als Koopalings durant la batalla dels castells finals dels mons) i a Bowser com a cabdill final.

## Novetats
- Personatges: Luigi, Toad groc i Toad Blau
- Quan Mario o Luigi tenen 99 vides es treuen la gorra(si perds una vida es tornen a posar la gorra)
- Reaparició dels Koopalings(fills de Bowser, havien fet aparicions anterior en Super Mario Bros. 3 de 1988 o Super Mario World de 1990), la seva darrera aparició va ser en el joc GBA Mario & Luigi: SuperStar Saga, de 2003
- Nous potenciadors(planta de gel, pingüí, helicòpter)
- Mode cooperatiu(quan hi juguen més d'un jugador, els creadors varen crear un efecte conjunt, que fa el mateix efecte que un cub POW[1])

## Controls
Els personatges poden controlar-se des del Wiimote de costat (horitzontalment) o el Wiimote amb el Nunchuk. També compta amb la "super guia", que serveix per a mostrar al jugador (quan es juga de manera individual i s'han perdut 8 vides a la mateixa pantalla) com superar el nivell. Perquè això sigui possible s'ha de colpejar el bloc verd que apareixerà.

## Mons
- 1r món: Regne Xampinyó, clàssic mon Mario on hi ha el castell de Peach,el cabdill és en Larry.
- 2n món: Desert Sec, mon desèrtic on al final del mon hi ha una cascada d'arena,el cabdill és en Roy.
- 3r món: Terra Gelada, mon gelat separat en dues parts(l'únic mon que està dividit en dues parts),el cabdill és en Lemmy (aquest món té casa embruixada)
- 4t món: Illa Tropical, mon amb diverses platges i illes, amb cheep cheep,la cabdill és na Wendy (aquest món té casa embruixada)
- 5è món: Jungla Boscosa, mon amb verí i plantes piranya,el cabdill és n'Iggy (aquest món té casa embruixada)
- 6è món: Serralada Muntanyosa, mon muntanyós on hi ha dispars de Bill bala,el cabdill és en Morton (aquest món té casa embruixada)
- 7è món: Cel de Grans Núvols, darrer mon abans del mon de Bowser,el cabdill és en Ludwing (aquest món té casa embruixada)
- 8è món: Vall de Bowser, el mon més llarg (amb la batalla final contra Bowser),els cabdills són en Kamek, en Bowsy i Bowser (normal i gegant)
- 9è món: món estrella, sense cabdill(desbloqueges els nivells, quan aconsegueixes totes les estrelles de cada mon)

## Potenciadors
- Normal Mushroom(Xampinyó vermell): Mario es torna una mica més gran i és capaç de rompre blocs fent el bot bomba.
- Mini Mushroom(Xampinyó blau petit): Mario es torna molt petit, i corrent pot anar per damunt l'aigua, i pot fer grans bots, a més pot passar per llocs petits.
- 1-UP Mushroom(Xampinyó verd): Mario aconsegueix una vida més.
- Fire Flower(flor de foc): Mario aconsegueix un uniforme blanc, i pot disparar boles de foc que poden eliminar enemics.
- Ice Flower(flor de gel): Mario aconsegueix un uniforme blau, i pot disparar boles de gel que pot congelar enemics, que se poden collir i llançar.
- Penguin Mario(Mario pingüí): Mario aconsegueix una desfressa de pingüí, i pot llençar bolles de gel, por nedar més ràpid i no rellisca damunt el gel(però pot desplaçar-se pel gel anant de panxa, que pot rompre cubs).
- Rainbow Star(estrella): Mario es transforma en Rainbow Mario, i només tocant els enemics pot eliminar-los, encara que la seva debilitat és la lava o els abismes.

## Modes de joc
A més del mode d'història principal hi ha dos modes extra dedicats únicament al mode multijugador. L'un és la "Batalla de Puntuació", on es classificaran els jugadors segons puntuació, monedes, vides i temps. L'altre és la "Batalla de Monedes" i es classificarà als participants depenent de la quantitat de monedes que s'hagin aconseguit.